# Операція «Тонга»
Операція «Тонга» (англ. Operation Tonga) — кодова назва операції щодо застосування британського повітряного десанту, складова частина Нормандської повітрянодесантної операції, проведеної союзниками під час вторгнення в Нормандію. Водночас з десантуванням американських 82-ї та 101-ї повітрянодесантних дивізій мала за мету максимально привернути на себе увагу противника шляхом організації активних дій у тилу противника, захоплюючи або виводячи з ладу ключові об'єкти — мости, вузли доріг, артилерійські позиції, пануючі висоти тощо, по можливості дезорганізовувати систему управління військами Вермахту і зірвати можливість противника маневрувати своїми резервами під час висадки союзних військ в Нормандії.

## Історія

### Підготовка операції
Британські парашутисти висаджувалися поза плацдармів, на рівній відкритій, ідеально придатній для проведення танкових атак місцевості, між річками Орн і Дів. Через майданчики приземлення повітряного десанту протікала єдина серйозна водна перешкода на шляху висування бронетанкових резервів противника в цьому регіоні — річка Орн.

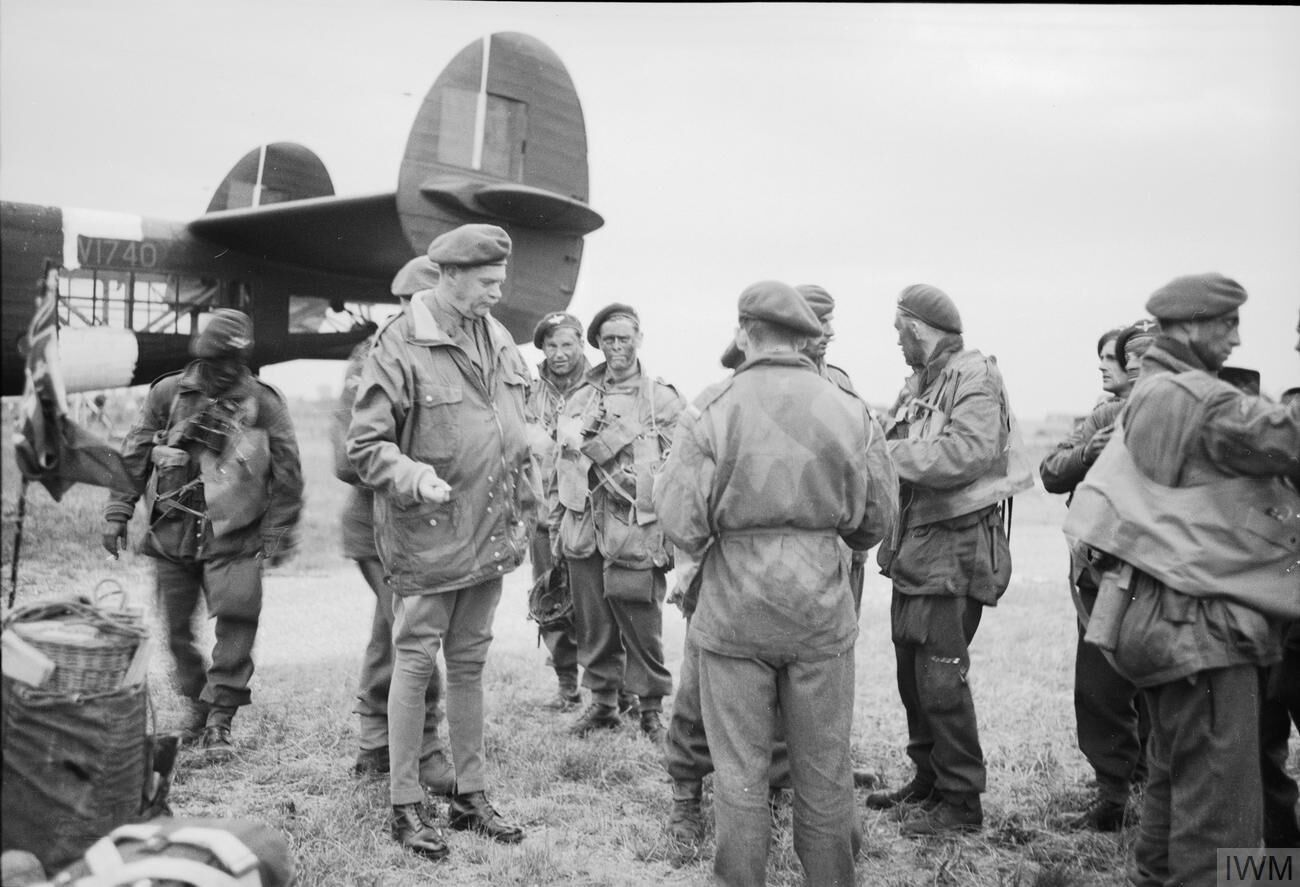
Командир 6-ї повітрянодесантної дивізії генерал-майор Річард Гейл з десантниками перед десантуванням

Основними завданнями, які покладалися на десантників 6-ї дивізії було: з ходу захопити мости біля Бенувіль-Ранвіль; утримувати захоплені вузлові комунікації від контратак противника до підходу основних сил; вивести з ладу так звану Мервільську берегову артилерійську батарею противника, що загрожувала плацдарму «Сорд»; знищити 5 мостів через Див, з метою не допустити підходу резервів противника зі східного напряму.

### Хід десантування та бойових дій в Нормандії
6-й англійській повітрянодесантній дивізії, скинутій в районі м. Кан, до світанку вдалося зібрати всього лише 7-8 % свого особового складу. Десант негайно після приземлення вступив в сутичку з підрозділами 716-ї піхотної дивізії. Зустрівши слабку протидію з боку противника, дивізія захопила визначені переправи через р. Орн і закріпилася. Удосвіта ударне угрупування 21-ї танкової дивізії Вермахту спробувало прорватися через позиції десантників та провести контратаку у фланг морського десанту британців, що висадився, проте парашутисти змогли до того часу організувати міцну оборону і після тривалого бою, з великими втратами для обох сторін, німецькі танкісти відійшли.
До кінця 6 червня, парашутисти змогли успішно виконати всі покладені на них завдання. Надалі, англійські парашутисти знаходилися на передовій ще багато днів, неодноразово вступаючи в нерівні сутички з протистоячими силами противника. У тил вони були відведені тільки у вересні.